# Perlo, Piemonte
Perlo är en ort och kommun i provinsen Cuneo i regionen Piemonte i Italien. Kommunen hade 114 invånare (2018).